# David Halliday
David Halliday (3 de março de 1916 — Maple Falls, 2 de abril de 2010) foi um físico estadunidense.
É conhecido por seus livros-texto Física, publicado em 1960, e Fundamentos da Física, a 9ª edição do original de 1960, que escreveu com Robert Resnick. Estes dois livros são usados continuamente desde 1960 e são publicados em 20 línguas.
Halliday estudou na Universidade de Pittsburgh, onde obteve o Ph.D. em física em 1941. Durante a Segunda Guerra Mundial trabalhou no Laboratório de Radiação do Instituto de Tecnologia de Massachusetts desenvolvendo técnicas de radar. Em 1946 retornou a Pittsburgh como professor assistente, onde permaneceu o resto de sua carreira. Em 1950 escreveu Nuclear Physics, que tornou-se um texto clássico e foi traduzido em quatro línguas. Em 1951 Halliday foi chefe do departamento, cargo que ocupou até 1962.
Physics foi amplamente usado, sendo considerado ter revolucionado a educação em física. Os livros de Halliday e Resnick são amplamente usados na Índia nos Indian Institutes of Technology. Atualmente na 10ª edição em quatro volumes, agora com o título Fundamentos da Física, revisado por Jearl Walker, continua a ter grande prestígio. Em 2002 a American Physical Society denominou a obra como o mais destacado livro-texto de introdução à física do século XX.
Halliday morreu aos 94 anos de idade em 2 de abril de 2010. Estava morando em Maple Falls.